# Capacité vitale

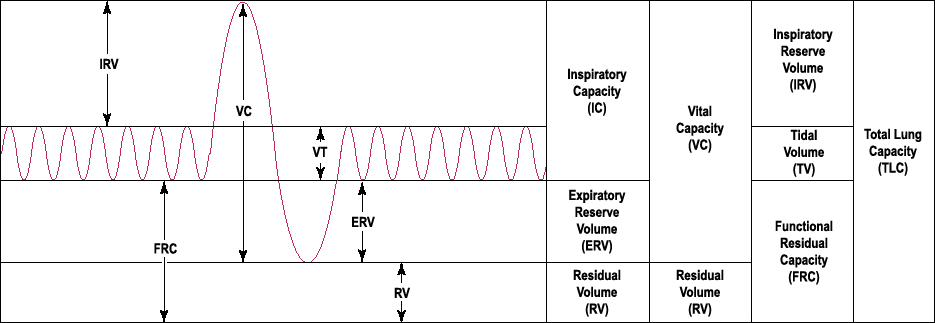
spirométrie

La capacité vitale (CV) est la quantité maximale d'air qu'une personne peut expulser des poumons après une inspiration maximale.  Elle est égale à la somme du volume de réserve inspiratoire, du volume courant et du volume de réserve expiratoire.